# Sternula albifrons
Il fraticello (Sternula albifrons, Pallas, 1764) è un uccello della sottofamiglia Sterninae, nella famiglia Laridae.

## Tassonomia
Il fraticello ha 3 sottospecie:
- Sternula albifrons albifrons
- Sternula albifrons guineae
- Sternula albifrons sinensis

## Distribuzione e habitat
Escluse le Americhe, è diffuso in tutto il resto del mondo, in Italia nidifica in paludi d'acqua salmastra, saline e lagune, sempre nelle vicinanze dell'acqua.

## Biologia

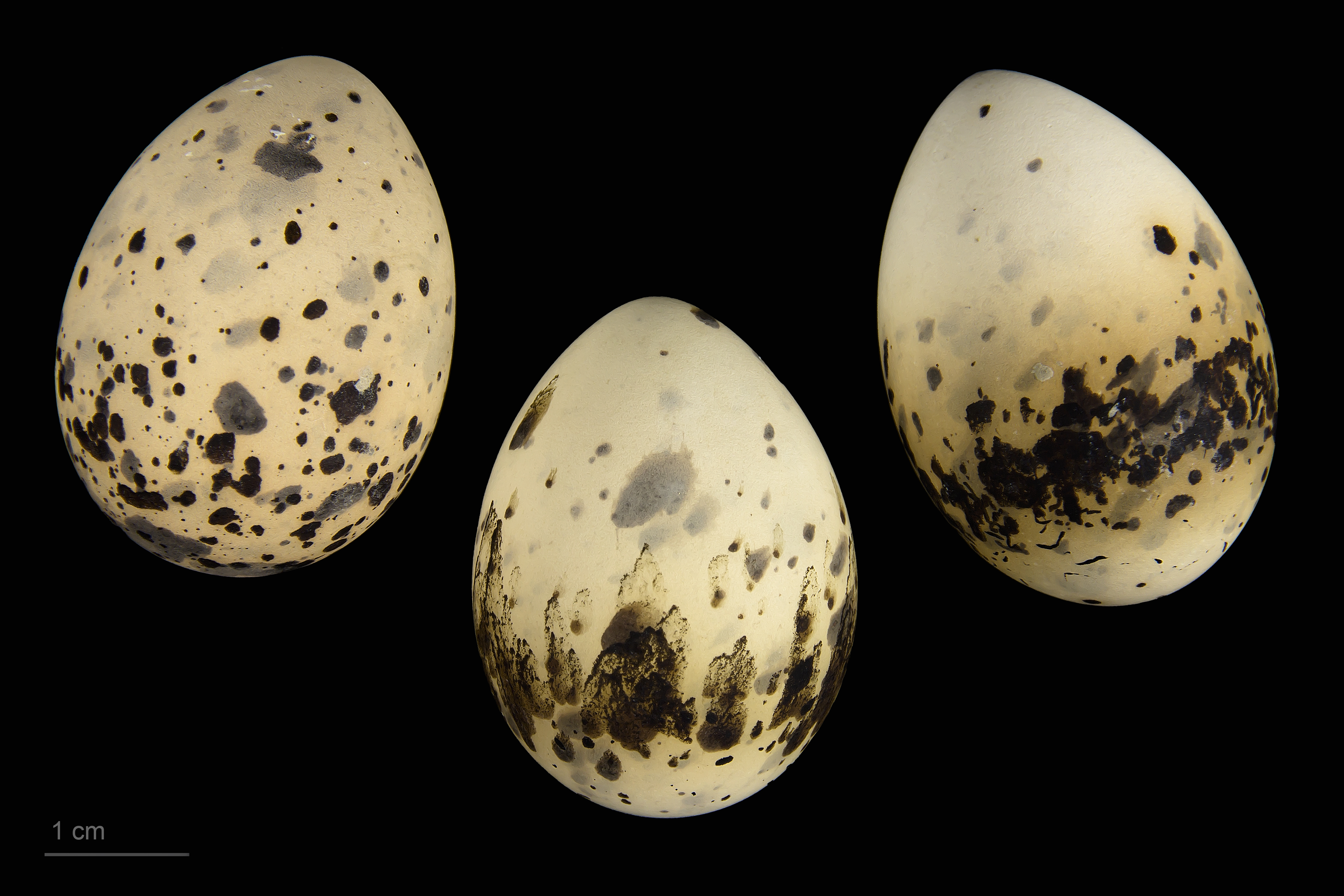
Sternula albifrons albifrons